# Amelora amblopa
Amelora amblopa är en fjärilsart som beskrevs av Guest 1887. Amelora amblopa ingår i släktet Amelora och familjen mätare. Inga underarter finns listade i Catalogue of Life.